# 消費者年度風雲車

消費者年度風雲車官方標誌

消費者年度風雲車（あなたが選ぶ カー・オブ・ザ・イヤー；Consumer's Choice Award-Car of the Year；CCC）是日本國內舉行的汽車評選，依據每年度新型汽車裏，經由「消費者年度風雲車執行委員會」（あなたが選ぶ カー・オブ・ザ・イヤー実行委員會）舉辦，透過網際網路的公民投票而決定，所評選出的最優秀汽車，並授予獎項。這類以消費者為本位的優秀新型汽車獎項，可由消費者網上投票選出所喜愛的新型汽車。

## 設立
2006年，經由日本各大入口網站業者和出版社業者所共同創立「消費者年度風雲車執行委員會」。Neko Publishing Co., Ltd.（ネコ・パブリッシング）為實行經營委員會的主辦者。

### 協辦媒體
依日語50音順序排列

#### 網路媒體
| - impress TV - MSN - MSN 汽車（MSN 自動車） | - CarSensor.net（カーセンサーnet） - 價格.com（価格.com） - Goo.net - So-net - Driving Future | - Hi-ho 汽車＆摩托車（Hi-ho ） - BIGLOBE - MouRa - 樂天市場（楽天市場） |

#### 平面媒體
| - Autocar Japan（オートカー･ジャパン） - Neko Publishing Co., Ltd.（ネコ・パブリッシング） | - 高爾夫球週刊（週刊パーゴルフ） - Daytona（デイトナ） | - VALUENAVI |

### 獎項
除最大獎（大賞）的「消費者年度風雲車」外，另還設有6個單項獎（部門賞）：
- 消費者年度風雲車

- 年度進口車（／）
- 年度跑車（／）
- 年度輕型車（K4／）
- 年度休旅車（RV／）
- 年度環保車（ECO／）
- 年度轎車（／）

## 得獎車輛
- 2006年（第1屆：2006－2007）

投票時間：2006年9月1日～11月24日。
頒獎典禮：2006年11月30日，頒獎典禮在東京六本木新城露天廣場舉行。
- 消費者年度風雲車：三菱i

- 年度進口車：Ferrari 599
- 年度跑車： Mitsuoka Orochi
- 年度輕型車：：三菱i
- 年度休旅車：Toyota Estima
- 年度環保車：Mercedes-Benz E-Class 320CDI
- 年度轎車：Lexus LS460

- 2007年（第2屆：2007－2008）

投票時間：
頒獎典禮：
- 消費者年度風雲車：Nissan GT-R

- 年度進口車：Audi R8
- 年度跑車：日產GT-R 
- 年度輕型車：Suzuki Servo
- 年度休旅車：三菱Delica D:5
- 年度環保車：Honda Fit
- 年度轎車：Nissan Skyline

## 外部連結
- 消費者年度風雲車執行委員會（Consumer's Choice Award-Car of the Year；CCC）